# Crosman

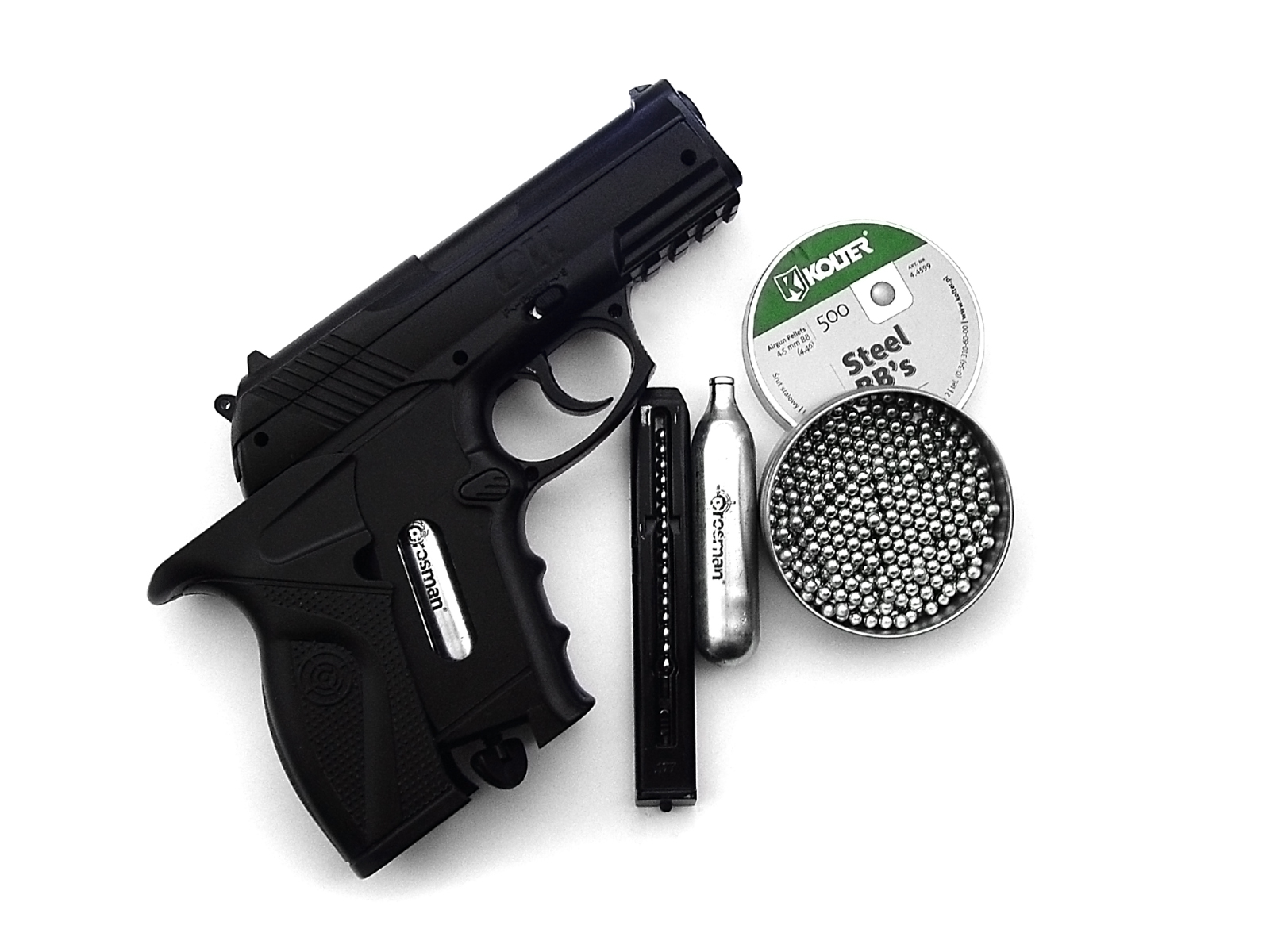
Crosman C11.jpg

Crosman — корпорация, являющаяся крупнейшим производителем пневматического и Airsoft оружия в Соединённых Штатах Америки. Продукты Crosman, как правило, недороги и ориентированы на молодёжную аудиторию. Хотя качество и точность, как правило, считаются сопоставимыми с европейскими стандартами, некоторые продукты Crosman оказываются более прочными и неприхотливыми. Crosman также выпустила модель пейнтбольного маркера, а недавно начала производство Airsoft моделей.

## История Crosman
Crosman была создана в 1924 как «Crosman Rifle Company» после продажи «Crosman Brothers» Frank Hahn. Фирма была основана в Fairport, Нью-Йорк, в пригороде Рочестера. В 1970 году фирма переехала в другой пригород Рочестера, Восточный Блумфилд (East Bloomfield).
С 1971 по 1989 годы фирмой владела «Коулман» (Coleman) из Witchta, Канзас. В 1989 году «MacAndrews & Forbes Holdings» приобрёл Coleman и продал Crosman фирме «Worldwide Sports and Recreation». В 1997 году инвестиционная группа, возглавляемая Леонардом Пикеттом (Leonard Pickett) приобрела компанию. Пикетт был назначен генеральным директором и занимал этот пост до своей смерти в 2000 году. В настоящее время генеральным директором является Кен Д’арси (Ken D’Arcy).
В 1992 году Crosman приобрёл активы Корпорации «Бенджамин Шеридан» (Benjamin Sheridan Corporation). В 2003 году Crosman начал производить пневматические версии Beretta, Colt, Logan, Remington.
Для первых моделей Crosman были традиционны принципы мультинакачки, когда давление для выстрела нагнетается от 3 до 10 качков рычага. Потомки этих оригинальных моделей все ещё производятся.
В 1930, Crosman начал экспериментировать с CO2. Другие производители использовали 8 граммовые баллоны, Crosman же воспользовался этим и в 1954 году начал производить новые 12 граммовые баллоны, получившие название Powerlet. Новые Powerlet дали больше выстрелов с одного баллона, а с добавлением простых модификаторов могли использовать более короткие 8 граммовые баллоны. В настоящее время 12 граммовые баллоны являются основным типом баллонов.
В 2004 году Crosman введены новые одноразовые источники питания CO2, 88 граммовые AirSource.

## Существующие модели
Список существующих моделей пистолетов:
- 1377 «American Classic»
- 2240
- 2300
- 2300T
- 2300KT
- револьверы серии 357 со стволами длиной 4,6 и 8 дюймов (ранее также производившиеся в калибре .50 и 6 мм для airsoft)
- 1008 «Repeatair»
- AutoAir II
- T4 (копирующие серию пистолетов Glock)
- Pro 77
- C11(по модели 8000 Серия Beretta)
- C 21
- C 31
- C 41 (реплика немецкого пистолета Walther P.38)
- C-TT (реплика советского пистолета ТТ)
- 1701P Silhouette
- 1720T
- Benjamin Marauder
- Benjamin Trail NP

Список существующих моделей винтовок:
- 2250 (продаётся в Великобритании как «Ratcatcher» для охоты на крыс)
- 2400
- 2260 (продаётся в Великобритании как «Rabbitstopper» для охоты на кроликов)
- Challenger 2000 (матчевая винтовка)
- 1077 «RepeatAir» (CO2 12зарядная полуавтоматическая винтовка, копирующая внешний вид очень популярной в США винтовки Ruger Mini, пластиковые цевьё и приклад, компактные размеры; пользуется популярностью в хардболе, хотя и считается слишком хрупкой и чувствительной к загрязнению)
- 1077W версия 1077 с деревянным цевьём и прикладом
- 660
- 760
- 781
- 2100 Classic
- 2289
- Nightstalker (по модели Storm Beretta CX4)
- Remington Airmaster 77
- Remington Genesis 1000
- G-1 Extreme 1000x (.177)
- G-1 Extreme 800x (.22)
- Spring Master 795
- 664x (а также модернизированный вариант — 525 Recruit)
- Quest 500
- Quest 1000
- Optimus
- Vantage
- Storm XT (немного обновлённая Quest 1000)
- Phantom 1000
- Phantom .22 калибра (продаётся только в Канаде)
- Sierra PRO
- Pumpaster 760
- XS7

Также Crosman производит ряд моделей для немецкой фирмы Umarex, например, пневматические копии огнестрельных лицензионных Beretta, Colt, Smith and Wesson, и Walther. В этих моделях используется более высокий процент металлических частей, за счёт чего они стоят гораздо дороже, чем в основном пластиковые моделей производства США. Crosman также продаёт лицензию на производство некоторых своих моделей фирме Mendoza (Мексика).
Кроме того, Crosman производит полный спектр околопневматической продукции и расходных материалов.